# ソルレソル
ソルレソル（Solresol）またはソレソ語は、フランス人のジャン・フランソワ・シュドル（Jean François Sudre, 1787年 - 1864年）によって国際補助語として使用されることを目的として創られた、アプリオリな人工言語である。文字の代わりに音の高さを使用しており、「音楽語」などともよばれる。

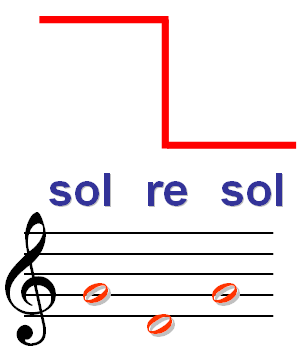
言語名「ソルレソル」を表す図形と音高

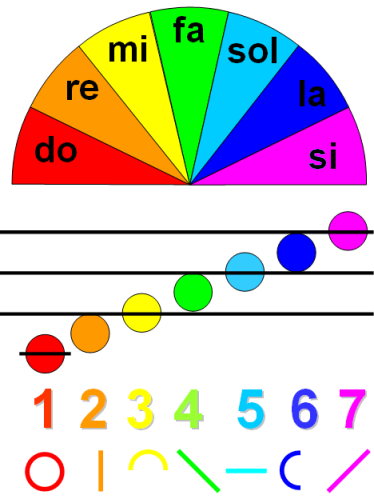
ソルレソルで文字の代わりとなる色、音高、図形

## 歴史
シュドルは1817年に“Langue musicale universelle”という本でソルレソルを発表したが、それまでの数年間に既に存在を公にしていた。1902年にはボレスラス・ガイェフスキが「Grammaire du Solresol（ソルレソルの文法）」を出版した。いくらか社会的な関心を集め、ナポレオン3世がその言語に興味を持ち、「うわさによれば」奨励したとされる。その他にもヴィクトル・ユーゴーやアルフォンス・ド・ラマルティーヌらが興味を持ったとされる。しかし、その後もっと実用的な後発人工言語であるヴォラピュクやエスペラントが成功を収めると急速に忘れ去られてしまった。ソルレソルは、実際に一般の大衆の支持を受けた最初の人工言語であり、その後の人工言語に影響を与えた。

## 概要
ソルレソルは文字に代わるものとして、7つの音の高さを使用している。つまり、ド・レ・ミ・ファ・ソ・ラ・シの音を組み合わせて単語を造ったり、文章をつくったりする。また、それぞれの音には色と図形が与えられており、それらを音の代わりとして使うことができる。コミュニケーションをとる時は、歌うか口笛や楽器を使用したりして音を奏でるほか、ジェスチャーで図形を描いたり、色の付いた旗を振る等の方法を使う。筆記の際は、音名で書く。 その際音名の最後の文字を省略することができる（例：Solresol → Sorso）。
この言語の口頭での呼び名「ソルレソル」（ソレソ）はこの言語では「ソル・レ・ソル」(イタリア語音名では「ソ・レ・ソ」)という音で呼ばれていることに由来する。シュドルは、ハンディキャップを抱えている者もそうでない人と同じように使えることが補助語の条件であると考えていたため、ろう者にも使えるようジェスチャーで表現する方法もとりいれた。
接頭辞はその単語が何に関係する単語かを表す。ドは人間とそれに関係するもの、レは家、ミは動作、ソは芸術と科学、ソソは病気と医術という具合である。

### 音韻論
- ド - do
- レ - re
- ミ - mi
- ファ - fa
- ソ - sol
- ラ - la
- シ - ti

### 単語の例
(イタリア語の音名で示す)
- シ (はい)
- ド (いいえ)
- レ・ド・ファ・ソ (衣服)
- レ・ド・ラ・ファ (シャツ)
- ド・レ・ド (時、時間)
- ド・レ・ミ (日)
- ド・レ・ファ (週)
- ド・レ・ソ (月)
- ド・レ・ラ (年)
- ド・レ・シ (世紀)
- ソ・ソ・レ・ド (偏頭痛)

対義語は音を逆から奏でることによって造る。
- ファ・ソ (たくさん) → ソ・ファ (少し)
- ミ・ソ (良い) → ソ・ミ (悪い)
- ド・ミ・ソ (神) → ソ・ミ・ド (悪魔)
- ファ・ラ（良い／おいしい）→　ラ・ファ（悪い）

1から10までの数
1. レ・ド・ド
2. レ・ミ・ミ
3. レ・ファ・ファ
4. レ・ソ・ソ
5. レ・ラ・ラ
6. レ・シ・シ
7. ミ・ミ・ド
8. ミ・ミ・レ
9. ミ・ミ・ファ
10. ミ・ソ・ソ

### 派生語
派生語はアクセントの位置を変えることで行われた。動詞から名詞を作るときは第一音節に、現在分詞は第二音節に、形容詞は第三音節に、副詞は第四音節にアクセントが来た。
例

シ・レ・ラ・シ(制定する)
- シ・レ・ラ・シ(憲法)
- シ・レ・ラ・シ(制定する(現在分詞))
- シ・レ・ラ・シ(憲法上の)
- シ・レ・ラ・シ(憲法にしたがって)[2]

以下に1～2音節語とその意味を一覧する。
行は1音節目に来るもの、列は２音節目に来るものを示す。例）ド・レ「私は」
|            | 1音節語              | -do (ド)   | -re (レ)         | -mi (ミ)             | -fa (ファ)     | -sol (ソ) | -la (ラ)                     | -si (シ)                   |
| ---------- | -------------------- | ---------- | ---------------- | -------------------- | -------------- | --------- | ---------------------------- | -------------------------- |
| (ド) Do-   | しない, なし, いいえ | (過去時制) | 私               | あなた               | あの人         | 自己      | 誰か                         | 別の                       |
| (レ) Re-   | も, と               | 私の       | (過去完了の時制) | あなたの             | その人の       | 私たちの  | あなたたちの                 | 彼らの                     |
| (ミ) Mi-   | あるいは             | のために   | 誰が             | (未来時制)           | 誰の           | 良く      | ここでは...そこには..., 見よ | こんばんは、おやすみなさい |
| (ファ) Fa- | に向かって           | なに?      | 一緒に           | これは、その         | (条件付き時制) | どうして  | おいしい、おいしい、良い     | 非常に                     |
| (ソ) Sol-  | ならば               | だけど     | 中で             | 誤って,              | だって         | (命令形)  | 常に                         | ありがとう                 |
| (ラ) La-   | あの                 | 何も、誰も | によって         | ここで、そこに       | 悪い           | 決して    | (現在時制)                   | の                         |
| (シ) Si-   | はい、OK             | 同じ       | 各々, すべての   | おはよう、こんにちは | 少し           | おじさん  | 若い男性                     | (受動的な動詞の時制)       |

### 例文
- ド・レ　ミ・ラ・シ　ド・ミ　(私はあなたが好きです)

## 影響
- 現在でもソルレソルで会話するファンたちがインターネット上に小規模なコミュニティーを作っている。
- 1977年に作られたスティーヴン・スピルバーグ監督による映画『未知との遭遇』に、ソルレソルをモチーフにした架空言語が登場した。
- 近年、ブルース・ケストナーが創ったエアイエアという人工言語は半音階を使って12段階の音高を使用している。